# Владивосток (порт)
Порт Владивосто́к — морской порт, расположенный на побережье Японского моря, в бухте Золотой Рог и на восточном берегу Амурского залива.
Единственный полностью универсальный порт на российском Дальнем Востоке. Производственные мощности ВМТП позволяют переваливать все виды генеральных, навалочных и контейнерных грузов, а также нефтепродукты, автомобили, тяжёлую технику, негабаритные и крупнотоннажные грузы.
Один из основных транспортных узлов Дальнего Востока РФ, играющий важную роль в международных перевозках в Азиатско-Тихоокеанском регионе. Также является ключевым звеном во внутрироссийских каботажных перевозках. Входит в группу FESCO.

## Расположение
Владивостокский морской торговый порт располагается на северо-западном берегу бухты Золотой Рог города Владивостока. Разница во времени: +10 часов от Гринвича. Глубина на подходах к порту: 20—30 метров.
Подход судов контролируется Владивостокским радиолокационным центром (ЦУДС-центр управления движением судов). Позывной «Владивосток-Трефик» на 67 канале УКВ.

## Характеристики
- Навигация: круглогодичная
- Количество причалов — 15
- Общая протяжённость причалов — 3,2 км
- Площадь открытых складов — 368 тыс. м²
- Площадь крытых складов — 65,9 тыс. м²
- Общая протяжённость железнодорожных путей в порту — более 20 км.

В порт осуществляют заходы суда 14 линий, из которых 12 — контейнерные, 2 ро-ро линии.
ВМТП имеет 15 причалов: универсальные, специализированные контейнерный и автомобильный терминалы, нефтебаза. Глубина на подходах к порту — 20—30 метров.
На территории порта действуют рефрижераторный склад, ёмкостью 600 розеток для RF контейнеров. Общая площадь крытых складов на территории Владивостокского морского торгового порта — 65,9 тыс. м², открытых — 368 тыс. м². Расположены отрытые специализированные площадки и две многоуровневые стоянки-склады для хранения автомобилей.
Порт располагает новейшим оборудованием для обработки груза. Всего в порту около 200 единиц техники, из них — 5 перегружателей RMG,6 перегружателей STS,8 перегружателей RTG, а также ричстакеры, погрузчики, тягачи и другая техника.
В марте 2017 года для работы со сборными контейнерными грузами был запущен специализированный склад консолидации грузов (Container Freight Station, CFS) площадью 9000 м². Для его работы была внедрена профильная информационная система и приобретена специализированная перегрузочная техника.
8 декабря 2017 года ВМТП установил исторический рекорд по обработке вагонов — 572 вагона за сутки. В 2017 году каждое второе судно обрабатывалось с опережением графика. Грузооборот ВМТП по итогам 12 месяцев 2018 года вырос на 39 % к уровню 2017 года и достиг максимальных значений за всю историю порта — 10,4 млн тонн грузов различной номенклатуры. В 2018 году контейнерооборот порта достиг исторического максимума −672 тыс. TEU.
В декабре 2018 года ВМТП ввёл в эксплуатацию два новых козловых рельсовых крана RMG (rail mounted gantry) на контейнерном терминале. В 2018 году ВМТП продолжил программу модернизации производственных мощностей порта. В рамках этой программы в течение года парк перегрузочной техники ВМТП пополнился 16 единицами: терминальными тягачами, ричстакерами, автопогрузчиками грузоподъёмностью от 2,5 до 35 тонн.

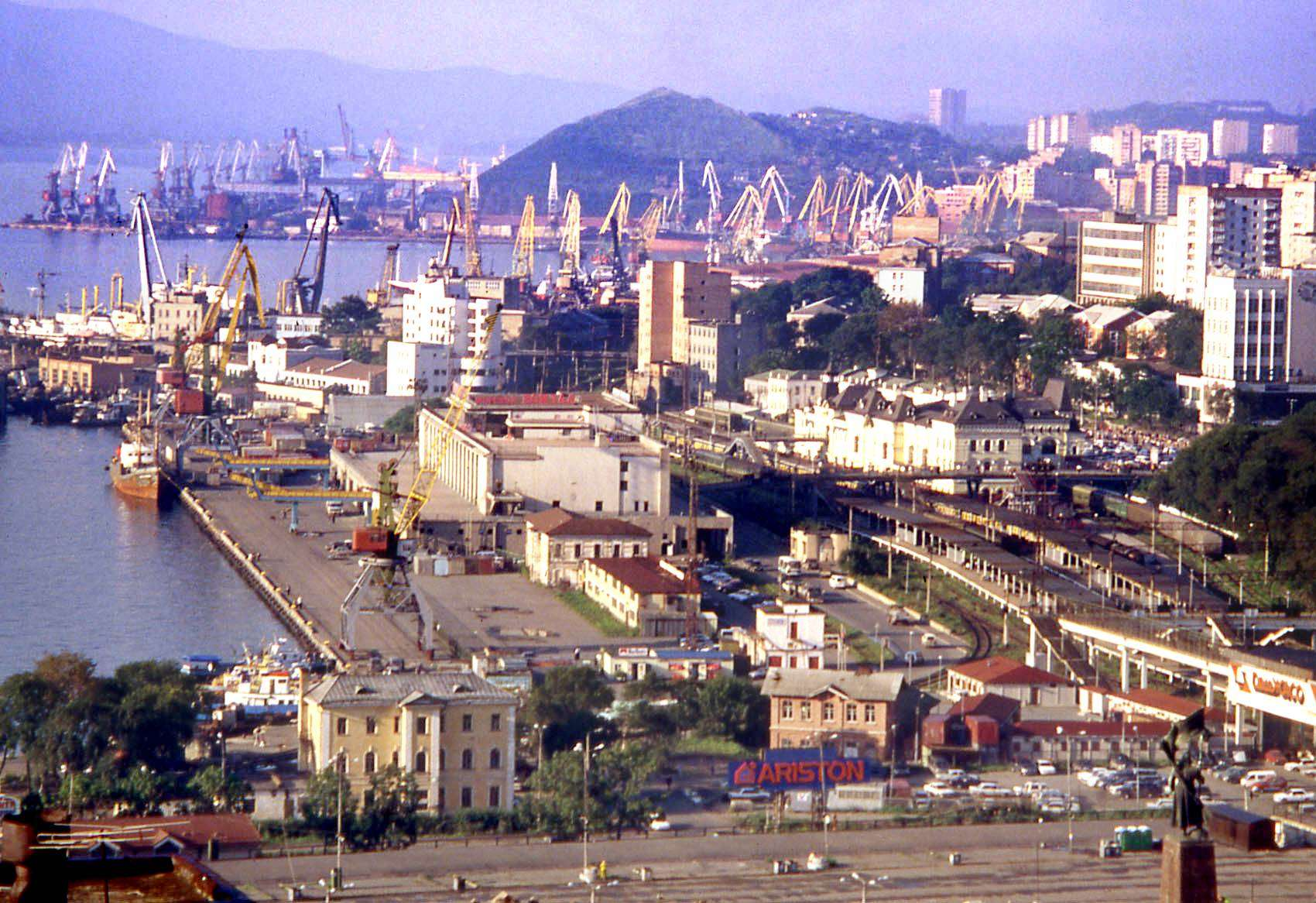
Вид на пассажирский причал Владивостокского порта
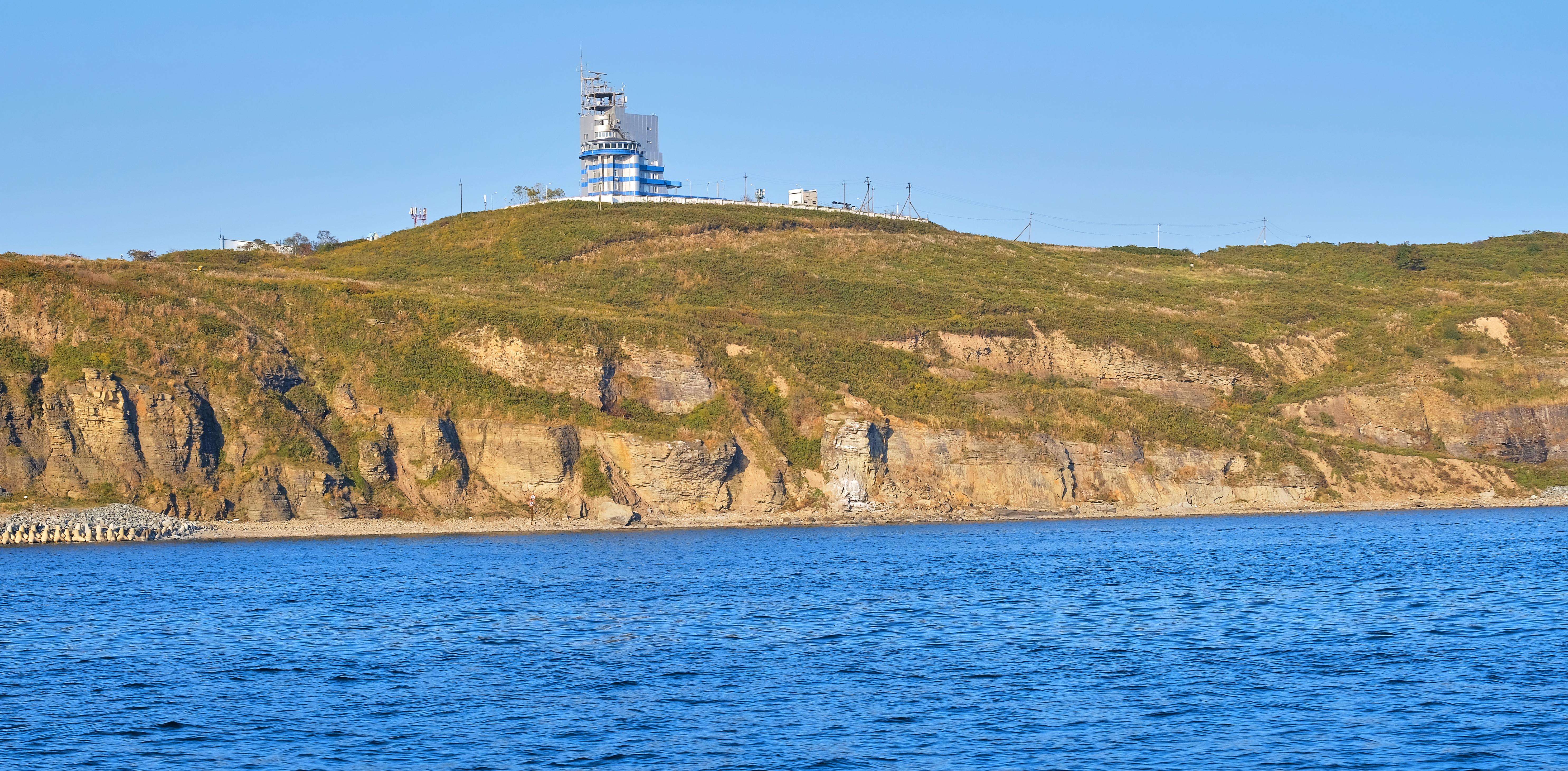
Здание Центра управления движением судов в порту Владивосток на полуострове Назимова
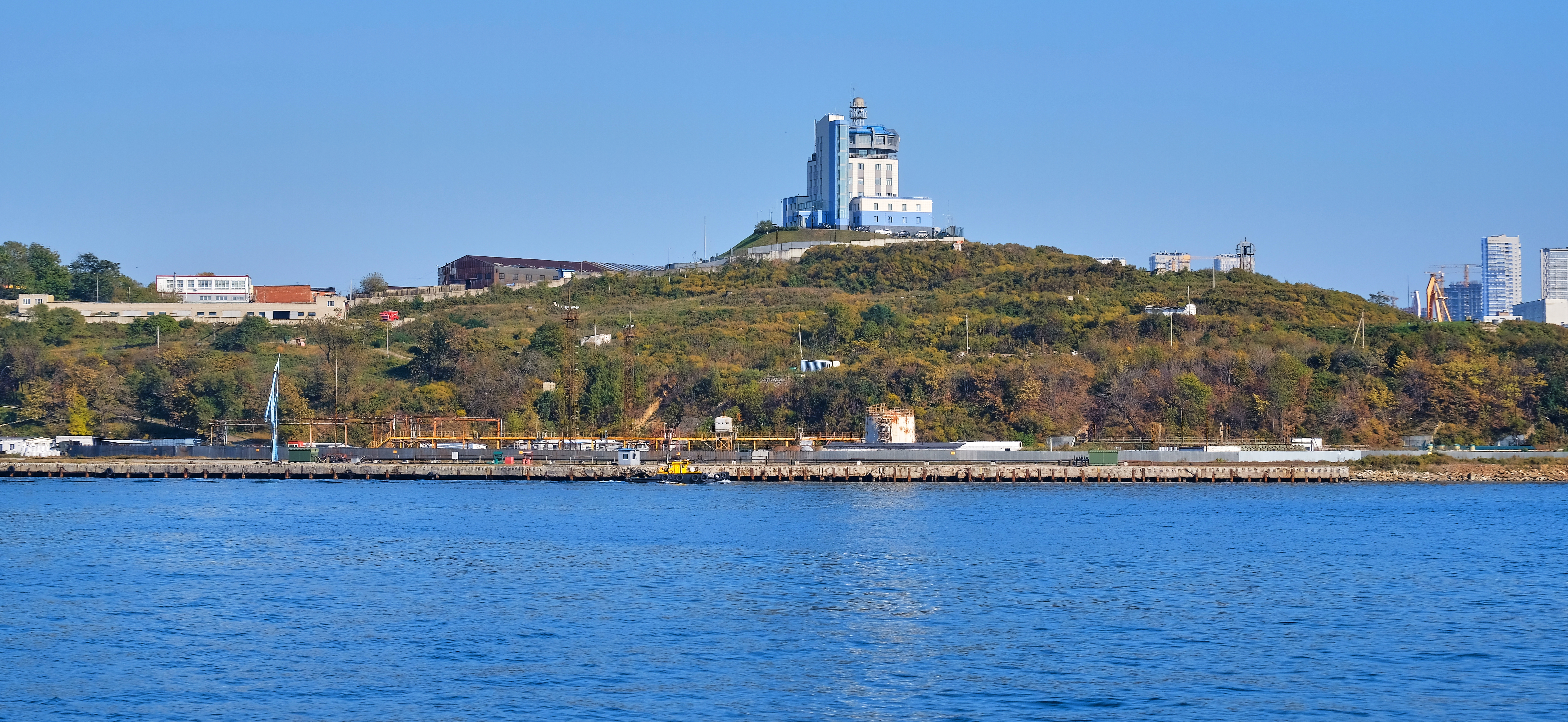
Здание Дальневосточного бассейнового филиала ФГУП «Росморпорт» и радиотехнический пост «Голдобина» системы управления движением судов порта Владивосток на мысе Голдобина
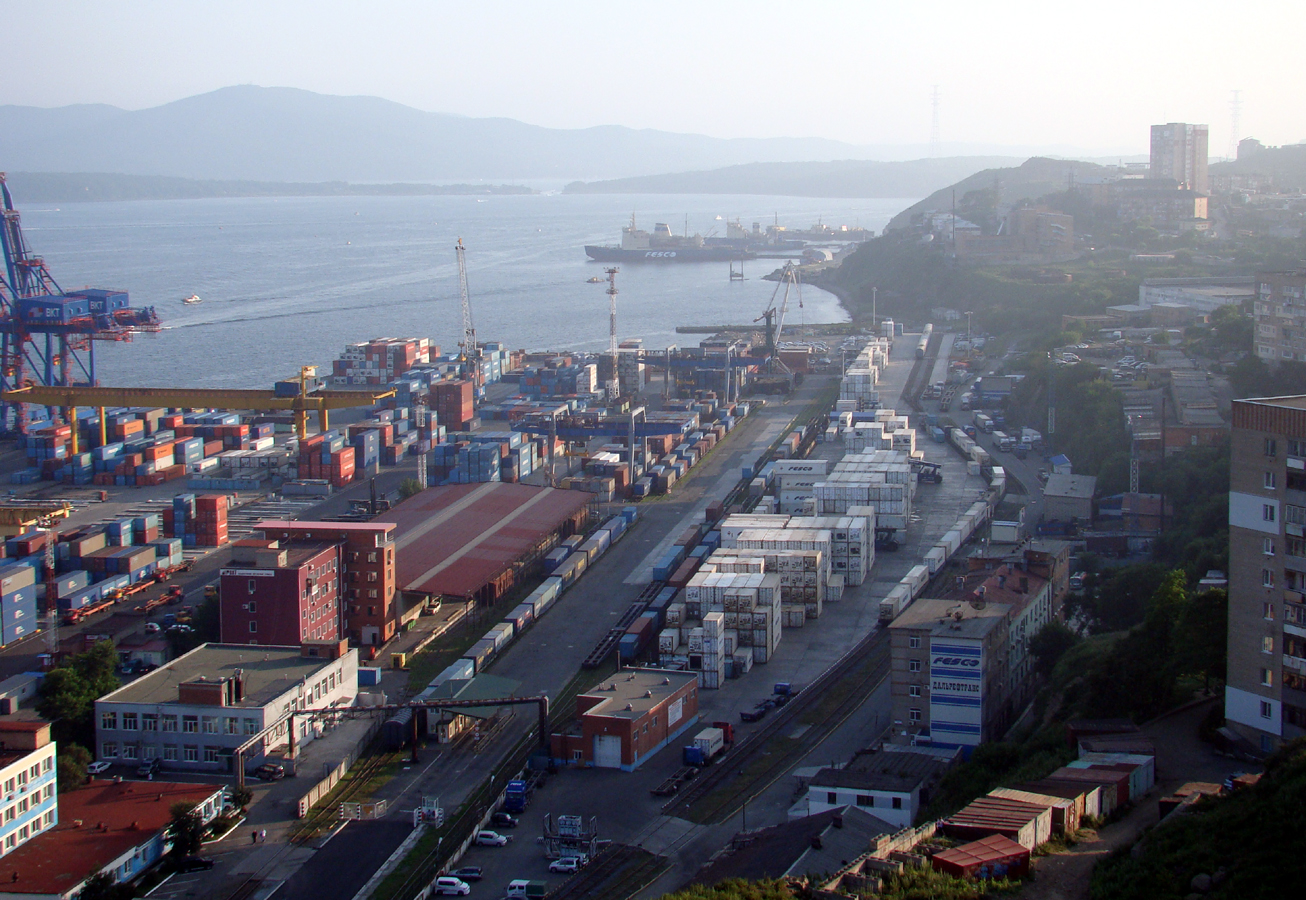
Вид с сопки Крестовая на контейнерный терминал порта
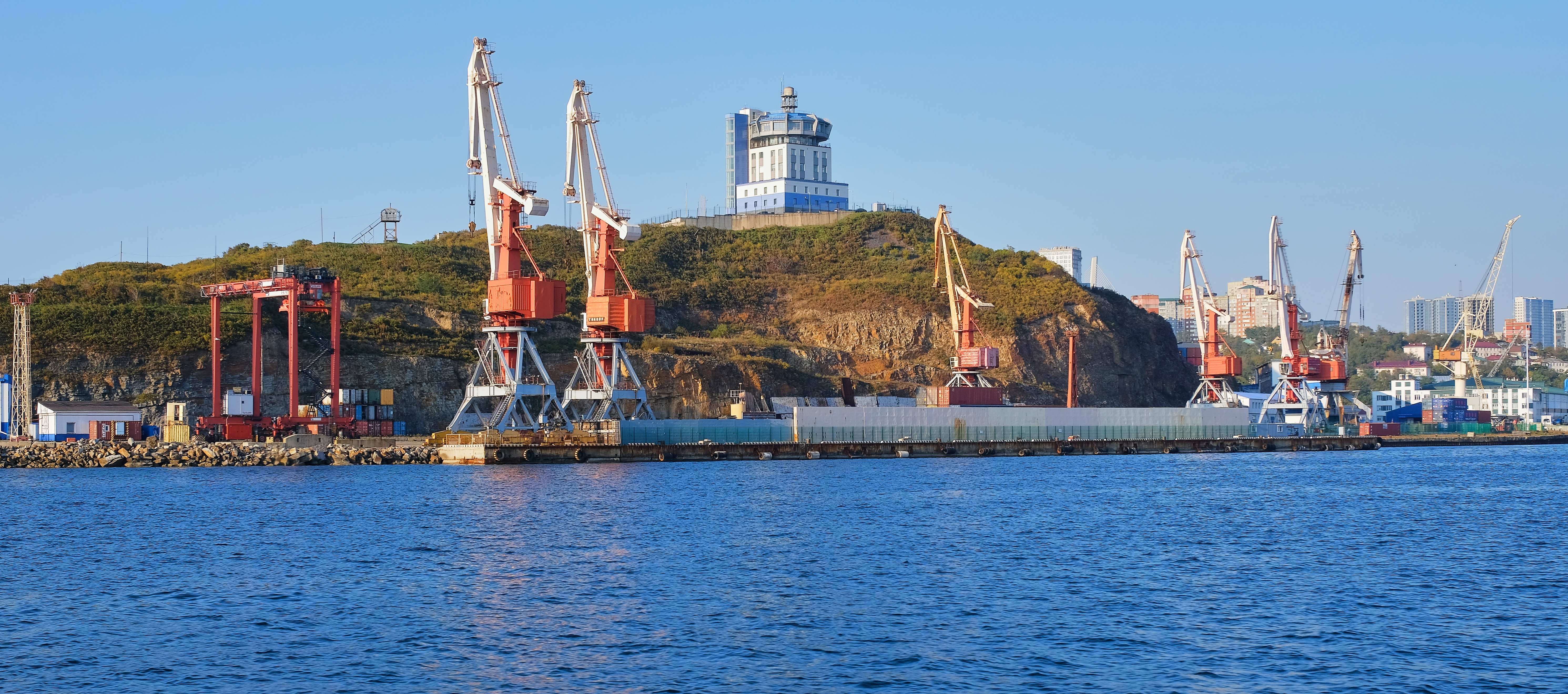
Диомидовский рыбный порт

## Структура грузооборота
Исторически ВМТП был ориентирован на перевалку каботажных грузов, хотя успешно справлялся с перегрузкой импортного и экспортного груза всю свою историю. В 1991 году порт был открыт для внешнеторговой деятельности и с тех пор постоянно наращивает долю своего экспортно-импортного грузооборота.
Грузооборот Владивостокского морского торгового порта по итогам 2017 года увеличился на 33 % к уровню 2016 года и достиг исторического максимума — 7,5 млн тонн грузов различной номенклатуры. Это абсолютный рекорд за 120 лет работы порта.
В 2018 этот рекорд был побит — 17 декабря был достигнут показатель 10 млн тонн
Грузооборот ВМТП по итогам 12 месяцев 2018 года вырос на 39 % к уровню 2017 года и достиг максимальных значений за всю историю порта — 10,4 млн тонн грузов различной номенклатуры

## География грузовых потоков
Удачное расположение Владивостокского морского торгового порта в Азиатско-тихоокеанском регионе обуславливает географию грузопотоков порта. Стивидорная компания занимается перевалкой импортных грузов, которые предназначены для различных секторов экономики: от сферы обслуживания до торговых сетей и промышленности. Основные грузы экспортного направления, с которыми работает компания это различные виды металлов — слябы, заготовка, сталь в рулонах, чугун, а также металлолом, кокс, сера, зерно. Направления перевалки внешнеторговых грузов: Корея, Япония, Китай, Тайвань, Таиланд, Вьетнам и другие страны, преимущественно Азиатско-Тихоокеанского региона. Также ВМТП работает и с грузами каботажного направления. В основном это автотехника, зерно, стройматериалы, горюче-смазочные материалы. География каботажных грузопотоков традиционно включает в себя Петропавловск-Камчатский, Магадан, Анадырь, Корсаков и порты Чукотского автономного округа.

## ВМТП
Владивосто́кский морско́й торго́вый порт — самая крупная стивидорная компания в порту Владивосток. Полное наименование: Публичное акционерное общество «Владивостокский морской торговый порт», сокращённое: ПАО «ВМТП».

### Показатели деятельности
| год       | 1912 | 2011 | 2012 | 2013 | 2014 | 2015 | 2016 | 2017 | 2018 | 2020 | 2023 |
| --------- | ---- | ---- | ---- | ---- | ---- | ---- | ---- | ---- | ---- | ---- | ---- |
| млн. тонн | 1,2  | 6,8  | 6    | 4,5  | 6    | 5,8  | 6,4  | 7,5  | 10,4 | 11,4 | 33,5 |

## Терминалы
Общее количество причалов — 66.
Основные операторы морских терминалов:
- Дальневосточный коммерческий холодильник — 1
- ННК-Приморнефтепродукт — 3 (нефтяной терминал)
- Тихоокеанское управление промысловой разведки и научно-исследовательского флота — 1
- Владивостокский морской порт «Первомайский» — 1
- Владивостокский морской пассажирский терминал — 2
- Владивостокский морской торговый порт — 14
- Владивостокский филиал Владпром «Челябинский электрометаллургический комбинат» — 2
- Нефтеперегрузочный терминал Нико-Ойл ДВ — 1
- ФГБУ Морская спасательная служба (Приморский филиал) — 2
- Дальневосточное производственно-коммерческое агентство ФЕМСТА — 1
- Владивостокский морской рыбный порт (ВМРП) — 11
- Владивостокский морской порт «Гайдамак» — 1
- «Асперс» — 1
- Востокморсервис, Дальневосточная стивидорная компания — 3
- «Паритет» — 2
- «Стража» — 1
- «Альбатрос» — 1
- Дальневосточный завод «Звезда» — 4
- ФГБУ научного обслуживания Управление научно-исследовательского флота Дальневосточного отделения Российской академии наук (УНИФ ДВО РАН) — 1
- ФГБНУ Всеросийский научно-исследовательский институт рыбного хозяйства и океанографии — 1
- Рыболовецкий колхоз «Огни Востока» — 1
- «Пасифик Лоджистик» — 1
- «Дальзавод-Терминал» — 1
- ФГУП «Дирекция по строительству в Дальневосточном федеральном округе» — 2
- «ВРС» — 1
- «Автоматизированный диспетчерский центр» — 1
- Порт «Вера» — 1
- «Корвет» — 1
- «Комплексные решения» — 2